# پردیکس (اسطوره)

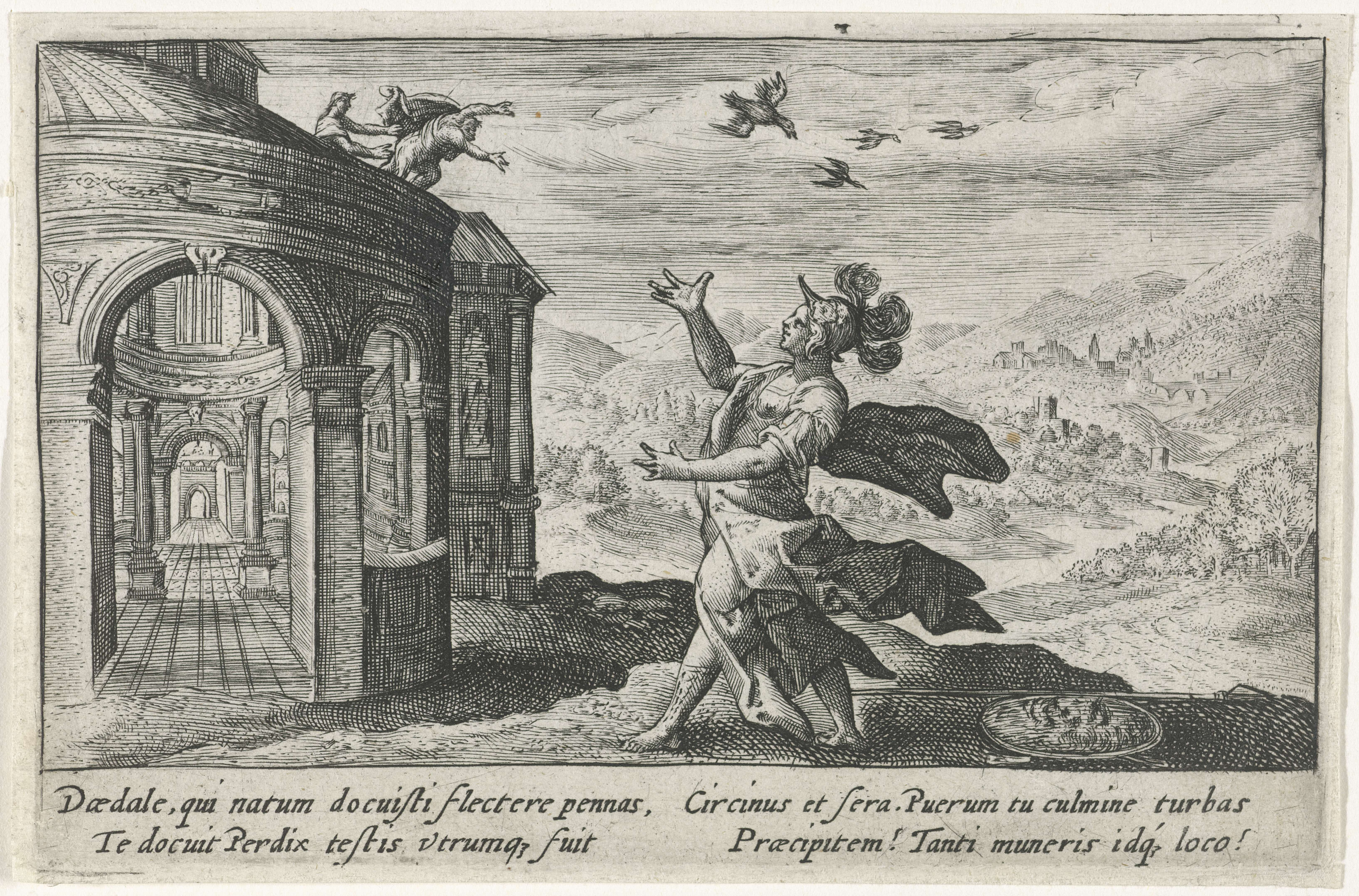
یبلیثبل

پِردیکس (Perdix یا Pur-dixs) از اساطیر یونانی است. او خواهرزاده دایدالوس بود و سرانجام به پرندهٔ کبک تبدیل شد.
دایدالوس آنقدر از پیروزی‌هایش مغرور بود که نمی‌توانست یک رقیب را تحمل کند. خواهرش (که گاه پردیکس نامیده شده است) پسری به نام پردیکس یا تالوس (Talos) یا کالوس (Calos) داشت که او را تحت نظر دایدالوس قرار داد تا هنر و فن بیاموزد. پردیکس آنقدر بااستعداد بود که به زودی پیشرفت کرد. روزی بر شن‌های ساحل راه می‌رفت که تیغه ماهی یا آرواره ماری پیدا کرد و با الهام از آن ارّه را ساخت. دیدالوس چنان به وی حسادت می‌کرد که روزی وی را از بالای صخره به پایین هل داد. اما  آتنا پردیکس را  به کبک تبدیل کرد تا بپرد و زنده بماند.
نام سرده پردیکس در پرنده‌شناسی نیز برگرفته از همین اسطوره است.
پردیکس در مجموعه پرسی جکسون و خدایان یونان و کتاب چهارم پرسی جکسون: نبرد هزارتو ظاهر شده است.